# 苻廣
苻广（？—399年），五胡十六国前秦太宗苻登的弟弟。
387年，苻登任命他哥哥苻同成为司徒、守尚书令，封颍川王，任命他弟弟苻广为中书监，封为安成王。389年，安成王苻广为司徒。394年春正月，苻登听说后秦姚苌已死，率领大军队东进，留下苻广镇守雍城，太子苻崇留守胡空堡。苻登大败于姚兴，太子苻崇以及安成王苻广弃城逃走，苻登只好逃奔平凉，进入马毛山。苻广率郡三千人投降了南燕王慕容德，慕容德命他为冠军将军，在乞活堡安置。399年，火星侵入井宿，有人说这表示前秦应当复兴，苻广于是自称秦王，击败南燕北地王慕容钟。南燕慕容德驻滑台，所辖不到十城，军队不满一万人，慕容钟失败后，很多人离开了慕容德而依附苻广。慕容德留鲁阳王慕容和驻守滑台，亲帅大军去讨伐苻广，胜利斩杀苻广。